# Place Stanislas
A Place Stanislas ou Praça Stanislas, também conhecida como Praça do Sol, é uma praça larga, para pedestres, em Nancy, na região da Lorena, França. Desde 1983 a arquitetura da Place Stanislas e a extensão de seu eixo, a Place de la Carrière e a Place d'Alliance, fazem parte do Patrimônio Mundial da UNESCO. É nesta praça que fica o Museu de Belas-Artes de Nancy.

## História
Após a Guerra de Sucessão da Polônia em 1737, o Ducado da Lorena, do qual a capital era Nancy, foi dado a Estanislau I da Polônia (Stanislaw Leszczynski), ex-rei da República das Duas Nações e sogro do Rei Luís XV da França. Leopoldo, Duque de Lorraine, realizou uma grande reconstrução em Lorraine que foram destruídas graças a várias guerras. Ele cercou-se de artistas e arquitetos incluindo Germain Boffrand, que treinou Emmanuel Héré de Corny a fim de embelezar a região

## Projeto e construção

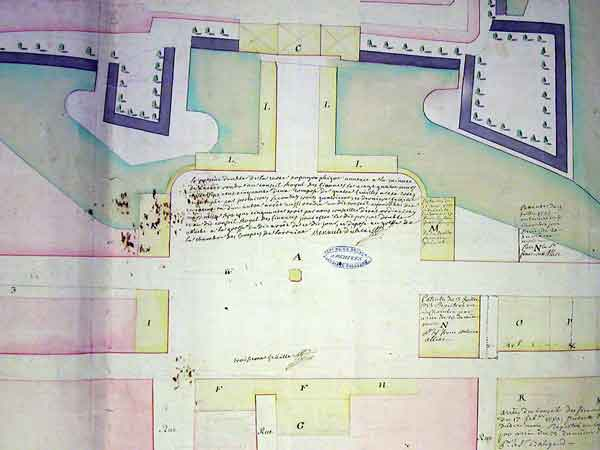
Projeto da praça de 1752

A praça foi um projeto maior de urbanismo de Estanislau I da Polônia e uma maneira de ligar a cidade velha medieval de Nancy e a cidade nova construída sob o reinado de Carlos III, Duque de Lorraine no Século XVII.